# Arrondissement Dunkerque
Arrondissement Dunkerque (fr. Arrondissement de Dunkerque) je správní územní jednotka ležící v departementu Nord a regionu Hauts-de-France ve Francii. Člení se dále na 16 kantonů a 115 obcí.

## Kantony
- Bailleul-Nord-Est
- Bailleul-Sud-Ouest
- Bergues
- Bourbourg
- Cassel
- Coudekerque-Branche
- Dunkerque-Est
- Dunkerque-Ouest
- Grande-Synthe
- Gravelines
- Hazebrouck-Nord
- Hazebrouck-Sud
- Hondschoote
- Merville
- Steenvoorde
- Wormhout